# Marilyn Monroe et les samouraïs du père Noël
Marilyn Monroe et les samouraïs du père Noël est un roman de science-fiction de Pierre Stolze publié en 1986 chez J'ai lu.
Ce roman est sélectionné dans « La Bibliothèque idéale » publié en 1988 par Albin Michel dans la catégorie Science-fiction.
La couverture de l'édition de 1986 est illustrée par Caza.